# Xã St. Clair, Quận Benton, Iowa
Xã St. Clair (tiếng Anh: St. Clair Township) là một xã thuộc quận Benton, tiểu bang Iowa, Hoa Kỳ. Năm 2010, dân số của xã này là 400 người.